# Kočičí skála
Kočičí skála je přírodní památka, která se nachází v okrese Břeclav u silnice z Mikulova do Klentnice. Leží ve správním území města Mikulova a je v péči AOPK ČR – regionálního pracoviště Jižní Morava.

## Předmět ochrany
Důvodem vyhlášení je ochrana vápencového skalního útvaru s typickou pálavskou stepní květenou (hlaváček jarní, koniklec velkokvětý aj.) nacházejícího se v blízkosti silnice vedoucí z Mikulova do Klentnice.

## Historie
V jihozápadní části skály byl v malém lomu v minulosti těžen vápenec. Tato lokalita sloužila i k pasení dobytka, avšak v dnešní době je již bez hospodářského využití. Lokalita je velice dobře dostupná. Byť jí nevede žádná veřejná cesta, je velice zatěžována návštěvností. Ohrožena je také chemickými postřiky okolních agrárně využívaných pozemků. Informační tabule uvádí, že se tato lokalita od roku 1997 pravidelně seče a byl odstraněn akát společně s dalšími křovinami, které se značně rozšiřovaly po celé lokalitě. 

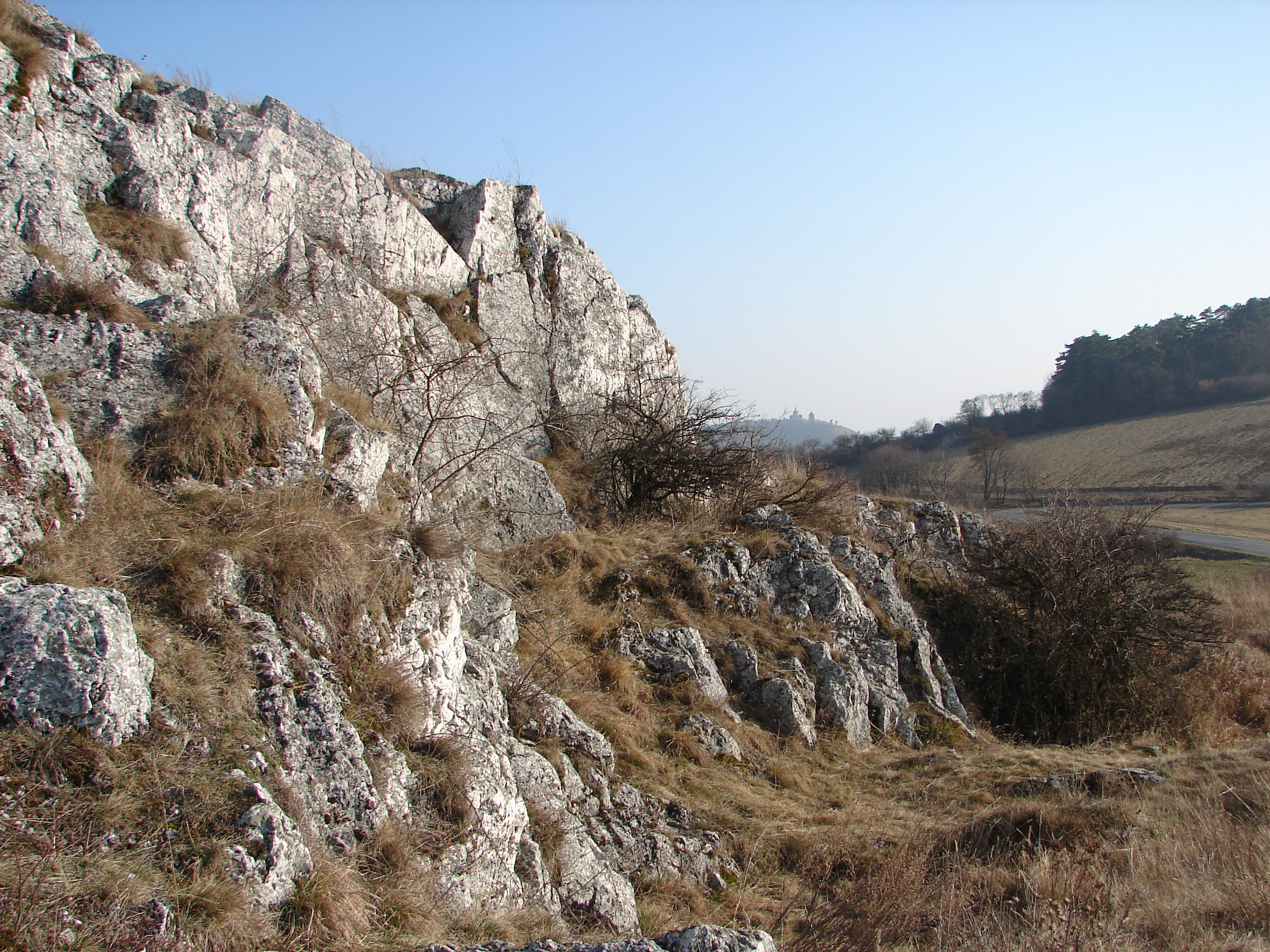
Vápencový skalní útvar PP Kočičí skála

## Přírodní poměry
PP Kočičí skála je izolovaným úlomkem kry pevných druhohorních vápenců označovaných jako ernstbrunnské vrstvy. Na těchto horninách se vyvinuly mělké půdy rendziny, které mají vysoký obsah vápencového štěrku.
V areálu přírodní památky se nacházejí také body Základní geodynamické stě a základního výškového bodového pole ČR.

## Flora
Z 270 druhů cévnatých rostlin se na lokalitě nachází 12 zvláště chráněných. Jsou to například hlaváček jarní (Adonis vernalis), hvězdnice zlatovlásek (Aster linosyris), koulenka prodloužená (Globularia bisnagarica), kozinec vičencovitý (Astragalus onobrychis), len tenkolistý (Linum tenuifolium), lomikámen trojprstý (Saxifraga tridactylites), šalvěj etiopská (Salvia aethiopis), zvonek boloňský (Campanula bononiensis).
Skalní štěrbiny východních stěn PP obývá tařice skalní (Aurinia saxatilis). Skalní podklad se stepní společností doplňují kosatec nízký (Iris pumila) a koniklec velkokvětý (Pulsatilla grandis). Na západním svahu útesu směrem k silnici jsou k vidění suchá travní společenstva s válečkou prapořitou (Brachypodium pinnatum), východní svahy pod skalou porůstají opět travní společenstva doplněná kalinou tušalajem (Viburnum lantana) a hlohem jednosemenným (Crataegus monogyna). 

## Galerie

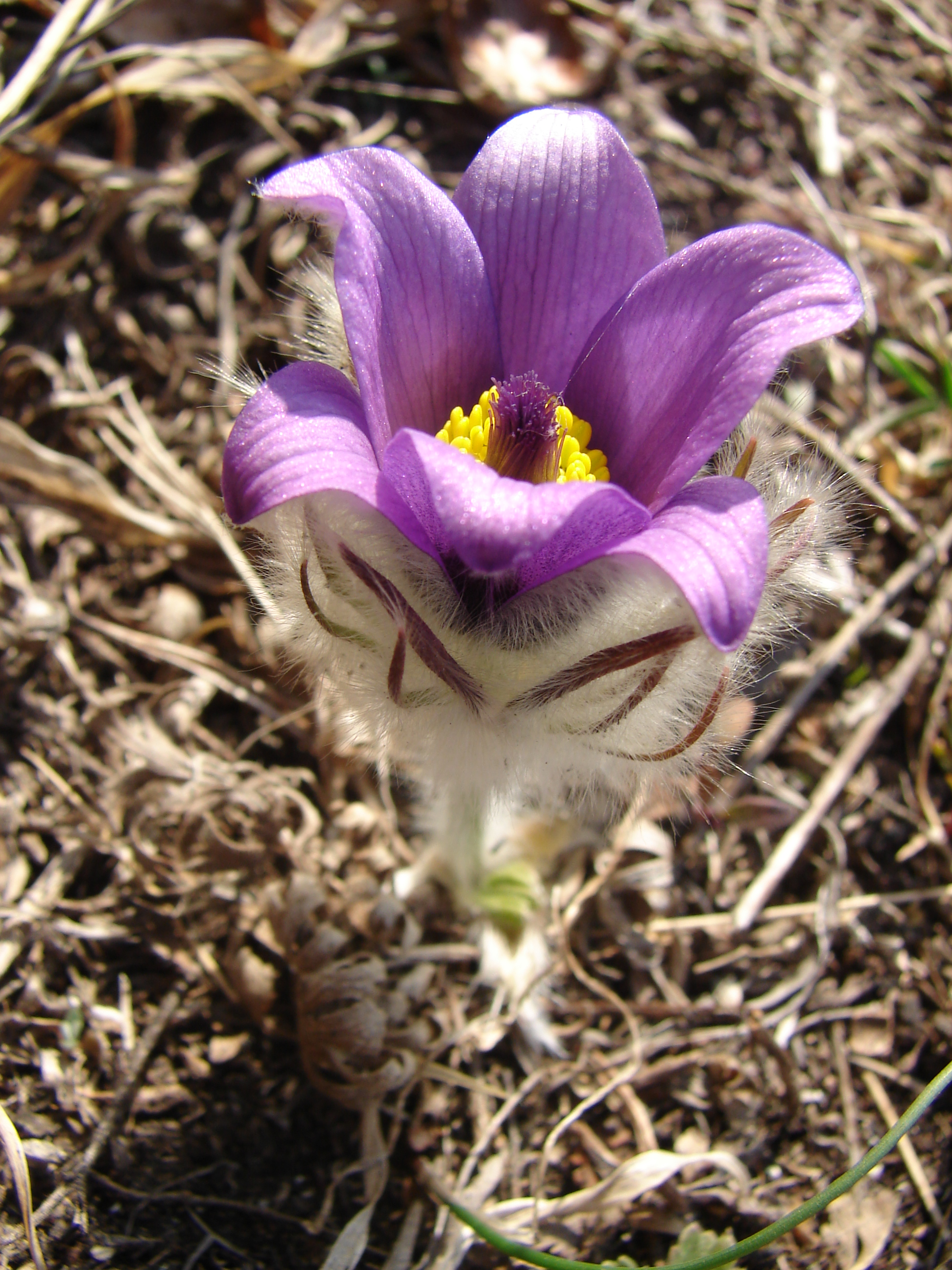
Koniklec velkokvětý na lokalitě PP Kočičí skála
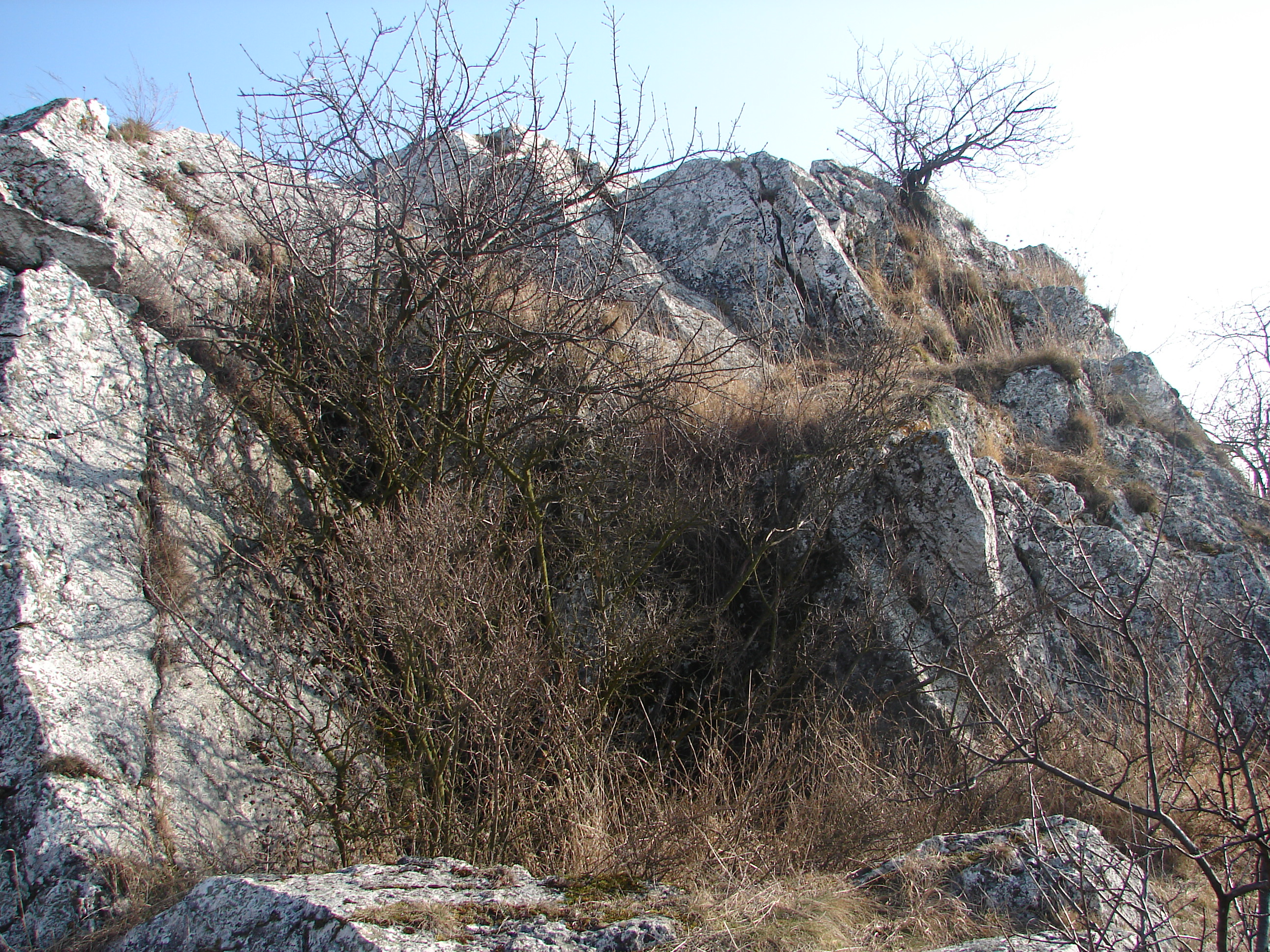
Keřové porosty na lokalitě PP Kočičí skála
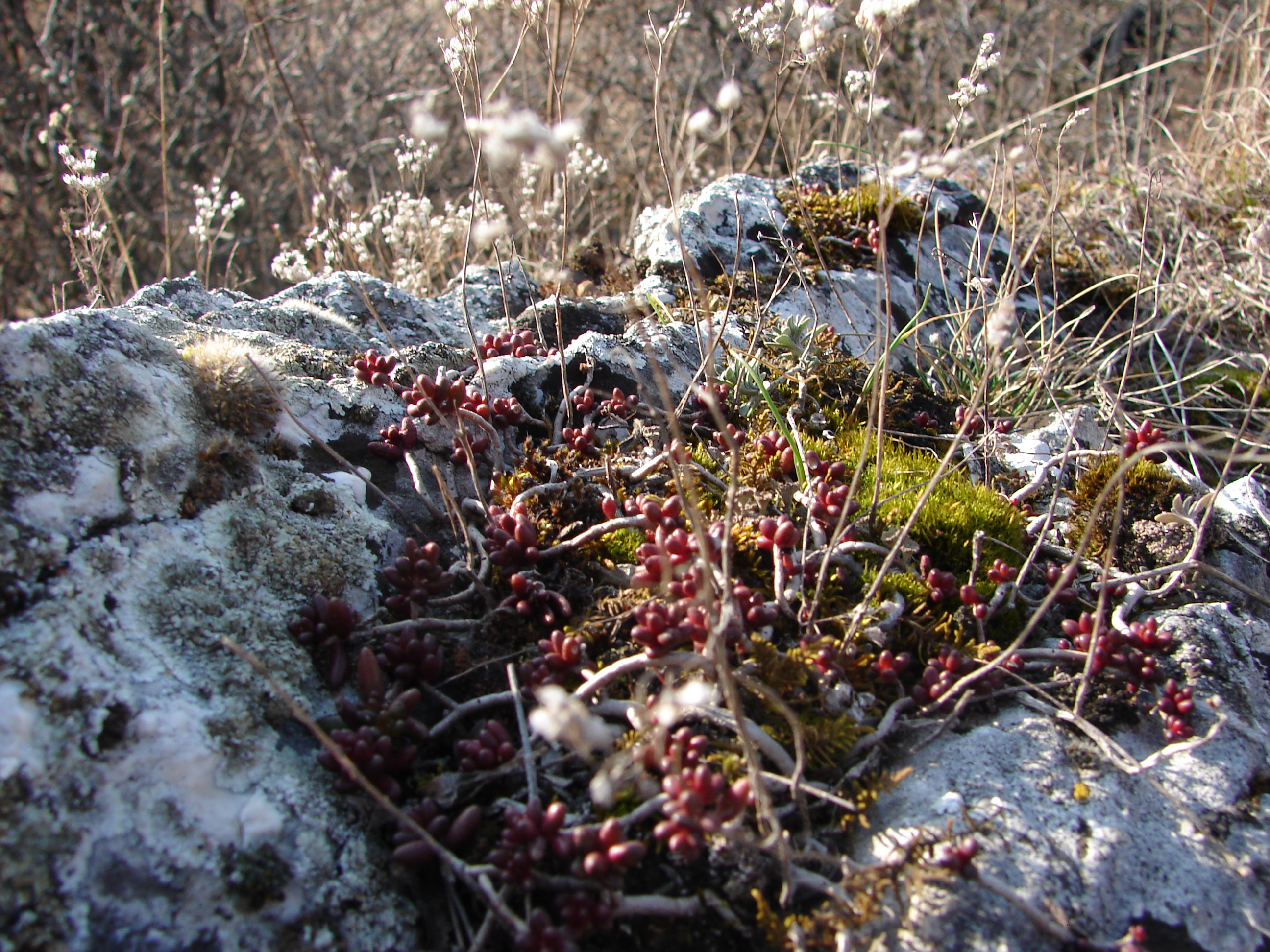
Rozchodník bílý
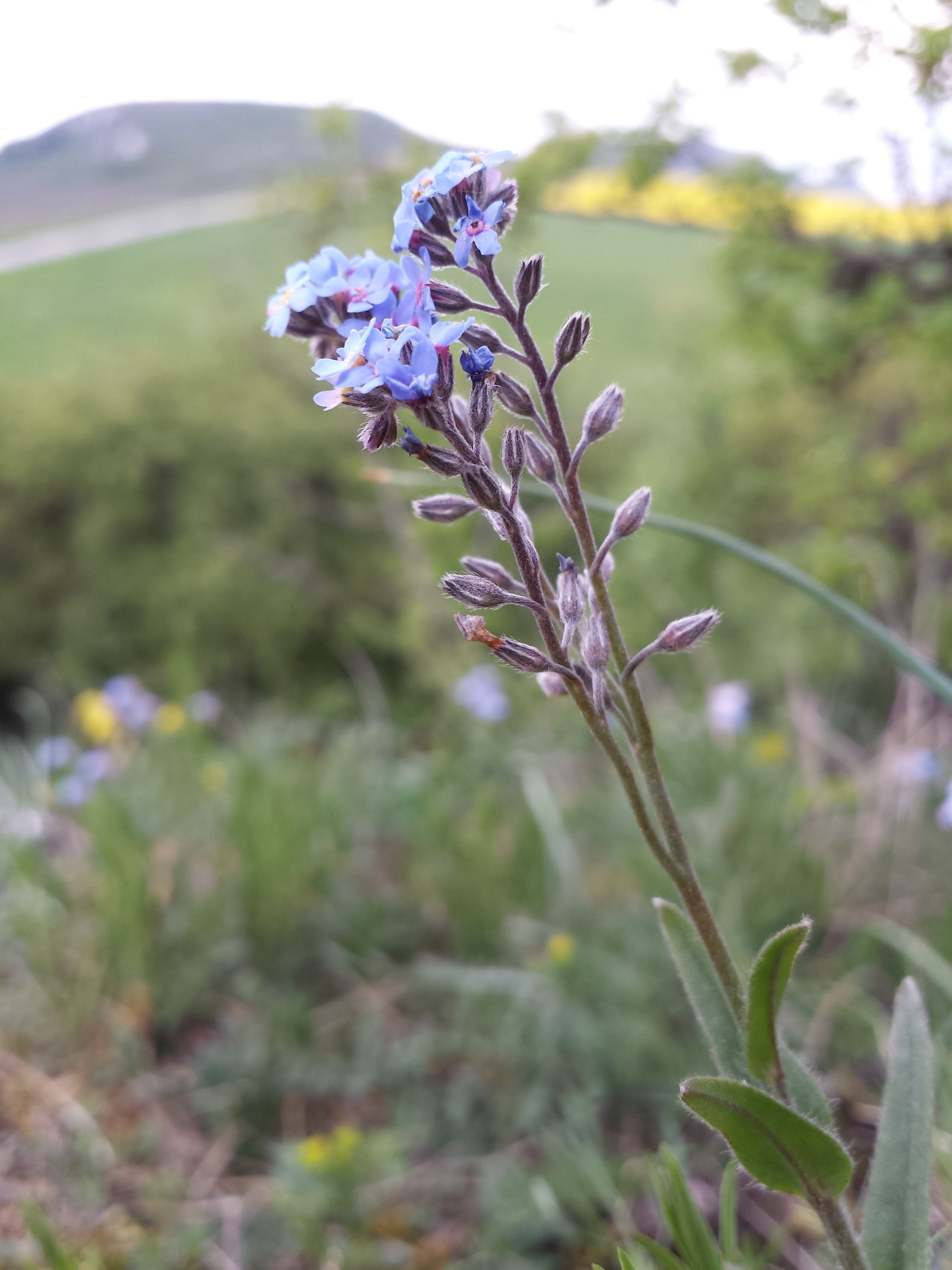
Vzácná pomněnka úzkolistá